# Katholieke Theologische Universiteit Utrecht
De Katholieke Theologische Universiteit (KTU) te Utrecht was tot 31 december 2006 een wetenschappelijke instelling die zich naar eigen zeggen ten doel stelde "het christelijke geloof kritisch te doordenken". De KTU ging uit van de Stichting Katholieke Theologische Universiteit te Utrecht en was een zelfstandige universiteit met één faculteit met ruim 200 studenten en een staf van 60 medewerkers.
In 2007 ging de KTU op in de Universiteit van Tilburg.

## Geschiedenis
Eind jaren 60 van de 20e eeuw werden de rooms-katholieke grootseminaries in Nederland gesloten. Voortaan wilde men toekomstige priesters opleiden aan theologische hogescholen en faculteiten. Hiertoe werden op 2 december 1967 de Katholieke Theologische Hogeschool Utrecht (KTHU) en de Katholieke Theologische Hogeschool Amsterdam (KTHA) opgericht. In dezelfde periode ontstonden ook de Hogeschool voor Theologie en Pastoraat te Heerlen en de Theologische Faculteit te Tilburg.
De latere bisschop Bernard Möller werd de eerste rector van de KTHU. Binnen enkele jaren daalde het aandeel van priesterstudenten in de studentenpopulatie van de KTHA en de KTHU sterk en ontstond een katholieke theologieopleiding met een zeer gevarieerd studentenpubliek. Toen Nederlandse hogescholen zich universiteit mochten noemen, gingen ook KTHU en KTHA mee. Ze heetten voortaan de Katholieke Theologische Universiteit Utrecht (KTUU) en de Katholieke Theologische Universiteit Amsterdam (KTUA).Uit de fusie van deze beide opleidingen werd op 1 januari 1991 de Katholieke Theologische Universiteit (te Utrecht) geboren.
In 2007 fuseerde de KTU met de Faculteit theologie en religiewetenschappen van de Universiteit van Tilburg (UvT) tot Faculteit Katholieke Theologie, later gewijzigd in Tilburg School of Catholic Theology. De voorheen zelfstandige Theologische Faculteit Tilburg was reeds in 2006 gefuseerd met de Universiteit van Tilburg.

## Organisatie
De organisatie van de KTU kende de volgende gremia:
- het College van Toezicht, gevormd door de vier noordelijke bisschoppen en de oversten van acht religieuze ordes en congregaties
- het College van Bestuur, tevens stichtingsbestuur, belast met de vaststelling van het strategisch beleid van de KTU als geheel en onder het voorzitterschap staand van Ernst Hirsch Ballin
- het College van Hoogleraren, belast met de (regeling van de) promoties
- het Directorium, een vijfhoofdig managementteam dat in 2002 werd opgericht ter versterking van de bestuurlijke en uitvoerende capaciteit van de KTU en aan wie de voorbereiding, uitvoering en coördinatie van het beleid was toevertrouwd en dat geleid werd door rector en voorzitter P.H.A.I. Jonkers en directeur J.J. van de Pas
- het Onderwijsbeleidsteam
- de Universiteitsraad, een medezeggenschapsorgaan opgericht in september 2002
- Vakgroepen
- Onderzoeksgroepen
- het Ondersteunend en Beheerspersoneel